# Charles Alexandre Crauk

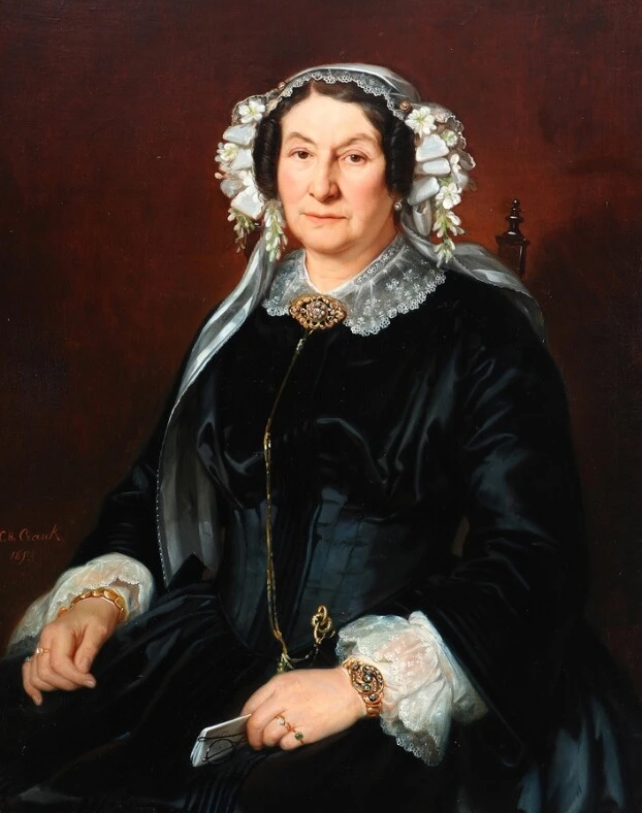
Porträt einer reichen Dame

Charles Alexandre Crauk (* 27. Januar 1819 in Douchy-les-Mines; † 30. Mai 1905 in Paris) war ein französischer Glas-, Genre- und Porträtmaler.

## Leben
Crauk war ein Bruder des Bildhauers Gustave Crauk (1827–1905). Kurz nach seiner Geburt zog seine Familie nach Valenciennes.
In Valenciennes wurde Crauk Schüler von Jacques-François Momal (1754–1832) und Antoine-Julien Potier (1796–1865) an der dortigen Kunsthochschule. Ab 1840 studierte er an der École des beaux-arts in Paris bei François-Édouard Picot. Erfolglos bewarb er sich um den Prix de Rome von 1844 und 1845, erhielt aber beim Wettbewerb von 1846 einen zweiten Preis zum Thema „La Maladie d’Alexandre“.
Bekannt wurde Crauk mit seinen religiösen Gemälden („Die Ekstase des Heiligen Lambert“, „Die Taufe Christi“, „Das Martyrium des Heiligen Piat“). Er entwarf auch Kirchenfenster. 1855 erhielt er einen Regierungsauftrag, die Fresken des Dogenpalasts in Venedig zu kopieren.
1856 zog Crauk nach Amiens und wurde ab 1873 Professor für Zeichnen an der Hochschule für Bildende Künste. 1875 verließ er Amiens, um als Professor für Zeichnen an der Militärschule Saint-Cyr zu arbeiten.
Er nahm an der Weltausstellung Paris 1889 teil.
1881 erhielt Charles Crauk die Insignien des Ritters der Ehrenlegion und 1896 wurde er zum Ritter des Ordens von Saint-Sylvestre ernannt.